# Tapoekoe
Tapoekoe of Tapuku, inheemse naam Apotele, is een dorp in het district Marowijne in Suriname. In het dorp wonen Karaïben.
Het dorp ligt dicht bij Albina aan de Marowijne, tussen Bamboesie (stroomopwaarts) en Erowarte (stroomafwaarts). Zowel de Sranan- als de inheemse naam betekent 'bocht' vanwege de vorm van een puntige bocht.

## Geschiedenis
Een van de stichters zou Solopa zijn geweest die vertrokken zou zijn uit Galibi vanwege twisten met zijn schoonzoon. Het dorp lag eerst langs de rivier en kreeg de vorm van een bocht nadat er meer bewoners bijkwamen. Tijdens de Binnenlandse Oorlog (1986-1992) vertrokken veel bewoners naar Frans-Guyana en kwamen niet meer terug. Sindsdien is er binnen het dorp ook een trek landinwaarts geweest, met minder bebouwing langs de rivier.
Een tweede deel van het dorp wordt Oelapa genoemd, gelijknamig aan een houtsoort. Het ligt van het dorp af maar wordt wel tot het dorp gerekend. Dit deel is door Opa Kokolosjie gesticht. De anderen die er daarna bij kwamen zijn later doorgetrokken naar Yalimapo en Paddock, Saint-Laurent-du-Maroni in Frans-Guyana. Opa Kokolosjie bleef als enige over en werd hier begraven. Lange tijd later werd het hier weer bewoond.

## Dorpsbestuur
In het dorp wonen inheemse Karaïben. Het dorpsbestuur van Tapoekoe viel tot 1992 onder Erowarte. Daarna kwam er een eigen dorpsbestuur, die ook het bestuur voor het dorp Bamboesie vormt. Het dorpshoofd is Frans Pierre (stand 2022).

## Omgeving en voorzieningen
Er rijden geen lijnbussen naar Tapoekoe. Er is een slagbalteam, voetbalveld, beachvolleybalveld, jongerenvereniging en rooms-katholieke kerk. Er is geen basisschool; de kinderen gaan naar omliggende dorpen of Frans-Guyana. Er is in principe stroomvoorziening en waterleiding. De dorpelingen leven van de visserij; er zijn weinig kostgrondjes.